# 绿郎
绿郎是中国传说的妖怪，记载于《广东新语》。此传说讨论了广州地区人妖相恋的表现，而所谓“红娘”、“绿郎' ,则是指嫁娶失时,情感所致的幻象。广州地区本身有躲避“绿郎” “红娘”二个妖怪的禁忌。传说在清代广州当地的女子成年时，有不少人因为被绿郎这种妖怪侵犯而死。就连请了茅山的法师前来驱除，也没什么用。另外广州当地的男子没结婚的，也有因为犯了红娘这种妖怪而丢掉性命，所以当地有“女忌绿郎，男忌红娘”的谚语。据记载,广州有不少未婚男女由于“婚姻不及其时”导致早逝,当地人以为撞犯了名为“绿郎”、“红娘”的妖怪。

## 参看
中国妖怪列表
异类婚姻谭